# Candelaria Molfese
Candelaria Molfese (n. 3 ianuarie 1991, Buenos Aires, Argentina) este o actriță, cântăreață și dansatoare argentiniană. Este cunoscută pentru rolul personajului Camilla din serialul pentru adolescenți difuzat de Disney Channel, Violetta. A debutat în cariera artistică de la o vârstă fragedă, luând în paralel lecții de canto, pian, actorie și dans. Candelaria este mezina familiei, fiind cea mai mică dintre cele cinci fete ale familiei Molfese.Iubește animalele, în special câinii, având grijă din când în când de un câine pe nume Rocky pe care îl iubește foarte mult. Serialul Violetta este prima ei apariție TV, fiind cea de debut.  Numele ei, „Candelaria” înseamnă lumânare. Este prietenă foarte bună cu, Lodovica Comello (Francesca), Alba Rico Navarro (Natalia) și Facundo Gambande (Maxi), pe care i-a cunoscut în timpul filmărilor pentru Violetta. Îi plac mult bijuteriile: Cande (așa cum îi spun prietenii) recunoaște că nu și-a dat niciodată jos un inel pe care l-a primit de la mama ei când a împlinit 15 ani. Ea declară ca s-a îndrăgostit prima dată la 15 ani, de un coleg de școală pe nume Santiago. Pe lângă muzică, dans și actorie (pe care acum, le consideră deja carieră), Cande mai are două hobby-uri: gătitul și pictura. Îi place foarte mult să gătească, mâncarea preferată a ei fiind plăcinta argentiniană cu carne. Desertul ei preferat este ciocolata cu „dulche de leche”, despre care recunoaște că este mica ei plăcere vinovată. Îi place să meargă la plajă, dar nu îi place deloc să intre în mare.Spune că preferă piscinele. În timpul liber joacă tenis, bowling sau merge la shopping. Vacanțele preferate ale Candelariei sunt cele din SUA și Mexic. Până să joace în Violetta, Cande a fost iubita lui Francisco Soldi, de care s-a despărțit la puțin timp după ce a început să dea viață personajului „Camila”. Între mese, adoră să bea Mate, un ceai specific argentinian. Culorile ei preferate sunt roz și galben. În timp ce filma pentru Violetta, Candelaria s-a îndrăgostit de Ruggero Pasquarelli, frumosul italian care îl interpretează pe Federico. Cei doi formează cuplul Ruggelaria. Cande și Ruggero au împreună un canal de YouTube, care  poarta numele cuplului, Ruggelaria. Acolo, postează clipuri, fac live-uri și vorbesc cu fanii. Cande spune că cea mai frumoasă întâlnire a ei cu Ruggero a fost chiar prima, care s-a sfârșit cu primul sărut al lor, într-un taxi. După apariția sa în Violetta, Ruggero a fost invitat de către producători  să îl joace pe Matteo Balsano (unul dintre rolurile protagoniștilor) în noul serial Disney pentru adolescenți, Soy Luna. După ce s-a terminat Violetta, ea nu a mai apărut în seriale o vreme. Acum, în 2017, va apărea alături de iubitul ei Ruggero în sezonul 2 al serialului Soy Luna. Candelaria va interpreta un rol dublu și anume rolurile surorilor gemene Adda și Eva. De asemenea ea recunoaște că a fost puțin geloasă atunci când Ruggero a sărutat-o pe Karol Sevilla în episodul 40 din Soy Luna. Din fericire, acest sentiment nu a durat mult deoarece Cande spune că are încredere în Ruggero. Din păcate în prezent Ruggero și Cande nu mai sunt împreună… În august 2016, ea a jucat în campania de încărcare a proiectului cu StandWithUs și organizația non-profit israeliană, împreună cu Sheryl Rubio, pentru care actrița ca și în orașele Tel Aviv și Ierusalim pentru câteva zile, proiectul urmărește promovarea turismului în Israel, pentru care actrița a călătorit și a avut câteva zile în Tel Aviv și Ierusalim.